# Darío Melo
Darío Esteban Melo Pulgar (Quinta Normal, Chile, 24 de marzo de 1993) es un futbolista profesional chileno que se desempeña como guardameta actualmente milita en Universidad Católica de la Primera División del fútbol chileno

## Trayectoria
Comenzó su carrera en las divisiones inferiores de Palestino, en donde logra el título del campeonato sub-19 de 2012.

### Palestino (2012-2013)
Debutó en Primera División el 19 de mayo de 2012, ingresando en el 93' de juego por José Quezada, en un encuentro válido por la 17° fecha del Torneo de Apertura, que enfrentó a Palestino y Deportes La Serena en el Estadio Municipal de La Cisterna.

### Deportes Temuco (2014)
En enero de 2014 es enviado a préstamo al club Deportes Temuco, equipo que militaba en la Primera B de Chile, segunda categoría de fútbol profesional de aquel país, para disputar la segunda mitad de la temporada 2013-14. Finalizado el torneo, el portero disputó 6 encuentros, recibiendo 9 goles en contra y siendo expulsado en una oportunidad, ante el cuadro de Deportes Concepción. Por su parte, el cuadro albiverde terminó en la 11° posición, con 47 puntos en 38 partidos jugados. 

### Regreso a Palestino (2014-2018)
Melo se ha consolidado como portero titular de Palestino, siendo gran figura del equipo tanto a nivel local como en certámenes internacionales. Cabe mencionar sus destacadas actuaciones tanto en la Copa Libertadores 2015 como en la Copa Sudamericana 2016. En 2018 Palestino sale campeón de la Copa Chile volviendo a ser Figura del equipo.

### Colo Colo (2019-2021)
Tras buenas campañas en los Árabes firmó por los Albos, Melo fue anunciado por Salas como tercer arquero y disputó la Copa Chile 2019 cumpliendo un buen papel avanzando hasta las semifinales y llegando a la final donde salen campeones, Instancia disputada por Cortés debido a la Pandemia Covid-19. Con Gualberto Jara y posteriormente Gustavo Quinteros en un duro Campeonato 2020 donde Colo Colo tras malas gestiones administrativas y deportivas casi desciende donde no sumó muchos minutos, debido a esto finalizado el torneo fue uno de los 10 cortados del club y quedó libre para poner a fin a su estadía por el cuadro Albo.

### Deportes Concepción (2021)
El 4 de mayo de 2021 Melo es anunciado a través de redes sociales como el flamante primer refuerzo lila de cara a la temporada 2021.

### Unión San Felipe (2022-2024)
El 29 de diciembre de 2021 fue anunciado como nuevo jugador de Unión San Felipe de la Primera B chilena.

## Selección nacional

### Selección Sub-20
Fue arquero titular de la Selección Sub-20 en el ciclo de Fernando Carvallo, hasta que el 30 de julio de 2012, en una gira europea de la "Rojita" chilena, fue desafectado por un problema disciplinario, por lo que fue enviado de vuelta al país.
Luego de eso, 50 días antes del Sudamericano Sub-20 de 2013, Mario Salas asume como DT de la selección nacional y nomina nuevamente a Melo para el Sudamericano Sub-20, en donde, gracias a los entrenamientos y a su gran nivel que luego demostraría dentro de los partidos, convenció a Salas de ser el guardameta titular, por sobre el portero de las inferiores del Tottenham Hotspur, Lawrence Vigouroux y por el meta iquiqueño Brayan Cortés. 
Fue titular indiscutido al arco y uno de los líderes del equipo chileno que disputó el Mundial Sub-20 de Turquía, donde brillo en los partidos por su seguridad y rapidez en la portería.

#### Participaciones en Sudamericanos
| Torneo                      | Sede      | Resultado    | Partidos | Goles |
| --------------------------- | --------- | ------------ | -------- | ----- |
| Sudamericano Sub-20 de 2013 | Argentina | Cuarto lugar | 8        | -6    |

#### Participaciones en Copas del Mundo
| Mundial                     | Sede    | Resultado        | PJ | Goles |
| --------------------------- | ------- | ---------------- | -- | ----- |
| Copa Mundial Sub-20 de 2013 | Turquía | Cuartos de final | 5  | -8    |

### Selección adulta
En diciembre de 2016 el director técnico de la selección chilena, Juan Antonio Pizzi, incluyó a Melo en la nómina de 23 jugadores que disputarían la China Cup 2017 durante el mes de enero. Fue el tercer portero chileno en dicho certamen, por detrás de Cristopher Toselli y Gabriel Castellón. Finalmente, Chile se consagró campeón del torneo asiático, tras vencer en la final a Islandia por 1-0 con gol de Ángelo Sagal.

#### Participaciones en la China Cup
| Copa           | Sede  | Resultado | Partidos |
| -------------- | ----- | --------- | -------- |
| China Cup 2017 | China | Campeón   | 0        |

## Estadísticas
Actualizado al último partido disputado el 12 de octubre de 2019.
| Club                                                                                         | Div.          | Temporada     | Liga  | Liga  | Copas nacionales(1) | Copas nacionales(1) | Torneos internacionales(2) | Torneos internacionales(2) | Total | Total |
| Club                                                                                         | Div.          | Temporada     | Part. | Goles | Part.               | Goles               | Part.                      | Goles                      | Part. | Goles |
| -------------------------------------------------------------------------------------------- | ------------- | ------------- | ----- | ----- | ------------------- | ------------------- | -------------------------- | -------------------------- | ----- | ----- |
| Palestino · Chile                                                                            | 1.ª           | 2012          | 1     | 0     | —                   | —                   | —                          | —                          | 1     | 0     |
| Palestino · Chile                                                                            | 1.ª           | 2013          | —     | —     | —                   | —                   | —                          | —                          | 0     | 0     |
| Palestino · Chile                                                                            | 1.ª           | 2013-14       | 13    | -16   | 6                   | -8                  | —                          | —                          | 19    | -24   |
| Palestino · Chile                                                                            | 1.ª           | 2014-15       | 13    | -28   | 3                   | -5                  | 8                          | -8                         | 24    | -38   |
| Palestino · Chile                                                                            | 1.ª           | 2015-16       | 4     | -8    | 4                   | -8                  | —                          | —                          | 8     | -16   |
| Palestino · Chile                                                                            | 1.ª           | 2016-17       | 26    | -39   | 2                   | -1                  | 10                         | -7                         | 38    | -47   |
| Palestino · Chile                                                                            | 1.ª           | 2017          | 14    | -22   | 2                   | -3                  | 2                          | -10                        | 18    | -35   |
| Palestino · Chile                                                                            | 1.ª           | 2018          | 4     | -8    | —                   | —                   | —                          | —                          | 4     | -8    |
| Palestino · Chile                                                                            | Total club    | Total club    | 75    | -121  | 17                  | -25                 | 20                         | -25                        | 112   | 171   |
| Deportes Temuco · Chile                                                                      | 2.ª           | 2014-15       | 6     | -9    | —                   | —                   | —                          | —                          | 6     | -9    |
| Deportes Temuco · Chile                                                                      | Total club    | Total club    | 6     | -9    | 0                   | 0                   | 0                          | 0                          | 6     | -9    |
| Colo-Colo · Chile                                                                            | 1.ª           | 2019          | —     | —     | 6                   | -6                  | —                          | —                          | 6     | -6    |
| Colo-Colo · Chile                                                                            | Total club    | Total club    | 0     | 0     | 6                   | -6                  | 0                          | 0                          | 6     | -6    |
| Total carrera                                                                                | Total carrera | Total carrera | 81    | -130  | 23                  | -31                 | 20                         | -25                        | 124   | -186  |
| (1) Incluye datos de Copa Chile. (2) Incluye datos de Copa Libertadores y Copa Sudamericana. |               |               |       |       |                     |                     |                            |                            |       |       |

## Palmarés

### Campeonatos nacionales
| Título     | Club      | País  | Año  |
| ---------- | --------- | ----- | ---- |
| Copa Chile | Palestino | Chile | 2018 |
| Copa Chile | Colo-Colo | Chile | 2019 |